# Pablo Marí Villar
Pablo Marí Villar (Almussafes, 31 de agosto de 1993) é um futebolista espanhol que atua como zagueiro. Atualmente joga na Fiorentina.
Em 2019, tornou-se o primeiro jogador espanhol a marcar um gol na Copa Libertadores da América por um clube brasileiro, fazendo um gol de cabeça, e o terceiro jogador europeu campeão da Copa Libertadores da América, sendo o primeiro espanhol.

## Carreira
Nascido em Almussafes, Ribera Baixa, Comunidade Valenciana, Pablo contou, em entrevista dada em 2018 à rádio Cadena Ser, da Espanha, que começou sua carreira futebolística aos seis anos de idade na base do Valencia. 
"Comecei cedo nos Los Che, aos seis anos. Fiquei quatro anos lá. Depois fui para o Levante, e aí passei uma época muito complicada, porque eu cresci muito rápido e tinha dores na pelve a cada dois, três meses, porque eu crescia muito rápido, então só tinha cartilagem, e não osso. O problema era nas cristas ilíacas. Foram quase dois anos muito ruins, nos quais pensei em abandonar o futebol”, disse na ocasião.

### Mallorca
Foi nas divisões de base do Mallorca que Marí começou sua carreira, na temporada 2011–12. Ele fez sua estreia pelo time B do Mallorca com apenas 17 anos de idade, passando a disputar três temporadas na Terceira Divisão Espanhola.[carece de fontes?]

### Gimnàstic
No dia 2 de setembro de 2013, Marí assinou um contrato com Gimnastic de Tarragona também no terceiro nível. Ele fez sua estreia pelos catalães no dia 12 de outubro, começando e concedendo uma penalidade em um empate 2 a 2 contra o Olímpic de Xàtiva.

### Manchester City
No dia 15 de agosto de 2016, Pablo Marí transferiu-se para o Manchester City, da Premier League, porém nunca chegou a entrar em campo defendendo as cores do clube inglês.

### Girona
Um dia depois foi emprestado ao Girona (uma espécie de filial do clube inglês) por uma temporada, para disputar a Segunda Divisão Espanhola de 2016–17.

### NAC Breda
Tendo contrato ainda em vigor com o City, Pablo Marí foi emprestado ao NAC Breda, time holandês que disputa a Eredivisie, onde foi capitão da equipe.

### Deportivo La Coruña
Para a temporada 2018–19, foi emprestado ao Deportivo La Coruña, time que também disputa a Segunda Divisão Espanhola.

### Flamengo
Após uma série de empréstimos a clubes diferentes, no dia 11 de julho de 2019 transferiu-se para o Flamengo. O zagueiro assinou por três temporadas, tornando-se assim o terceiro espanhol a vestir as cores do rubro-negro carioca. Fez seu primeiro gol com a camisa rubro-negra no dia 25 de agosto, na vitória por 0–3 sobre o Ceará, na Arena Castelão, pelo Campeonato Brasileiro. Marcou seu segundo gol pelo clube no dia 7 de setembro, também pelo Campeonato Brasileiro, em mais uma vitória fora de casa por 0–3 sobre o Avaí no estádio Estádio Mané Garrincha.
No dia 23 de outubro, após marcar um dos gols na goleada de 5–0 sobre o Grêmio, pela Copa Libertadores da América, Marí tornou-se o primeiro espanhol a fazer um gol nesta competição por um clube brasileiro. Já no dia 23 de novembro, Pablo Marí tornou-se o primeiro espanhol a conquistar a Libertadores.

### Arsenal
Após sondagens e especulações, foi confirmado como novo reforço do Arsenal no dia 29 de janeiro de 2020. O zagueiro chegou por empréstimo e foi um pedido especial de Edu Gaspar, diretor-técnico do clube. Estreou pelos Gunners no dia 2 de março, na vitória de 2–0 contra o Portsmouth, pela Copa da Inglaterra. Marí foi titular durante os 90 minutos e formou dupla de zaga com o brasileiro David Luiz. Já no dia 24 de junho, teve seus direitos adquiridos em definitivo. O Flamengo recebeu oito milhões de euros de forma garantida do Arsenal e pode receber mais oito milhões de euros em variáveis; ou seja, o total na negociação tem potencial para chegar a 16 milhões de euros.
Marcou seu primeiro gol pelo clube no dia 3 de dezembro, na goleada de 4–1 sobre o Rapid Viena, em jogo válido pela Liga Europa da UEFA.
Sem conseguir mostrar o mesmo futebol dos tempos de Flamengo o Arsenal decidiu não contar mais com o espanhol que deixou o clube londrino com 26 partidas e um gol. O zagueiro foi contratado pelo Arsenal até 30 de junho de 2024.

### Udinese
Pablo Mari foi anunciado e apresentado como novo reforço da Udinese em 20 de janeiro de 2022, ele chegou por empréstimo até o fim da temporada sem cláusula de compra no acordo entre o clube italiano e o Arsenal.
No fim da época o time italiano e o Arsenal não chegaram ao consenso sobre a permanência de Marí, o espanhol se destacou e encerou sua passagem com 15 jogos realizados com o time bianconeri, além de ter marcado dois gols.

### Monza
Em 10 de agosto de 2022, o Monza fechou a contratação por empréstimo de Pablo Marí, o acordo prevê que o Monza terá a obrigação de adquirir definitivamente o defensor espanhol se conseguir permanecer na elite do futebol italiano.
No dia 30 de junho de 2023, o Monza realizou a contratação definitiva de Pablo Marí por cerca de de R$ 36 milhões pela transferência do defensor que tinha contrato com Arsenal.

### Fiorentina
Em 28 de janeiro de 2025, a Fiorentina anunciou a contratação de Pablo Marí. O acordo do zagueiro com a Viola tem a validade de uma temporada e meia, até junho de 2026. O acordo foi fixado em 1 milhão de euros.

## Vida Pessoal
Em 27 de outubro de 2022, Marí foi esfaqueado enquanto fazia compras com sua família num supermercado na cidade italiana de Assago.

## Estilo de jogo
Segundo levantamento feito pelo GloboEsporte.com, a partir de dados do site de estatísticas "Sofascore", o zagueiro teve, nas temporadas 2017–18 e 2018–19, média de 84% de passes certos, 60,5% de duelos ganhos e 64,9% de duelos vencidos pelo alto; além de uma média de 0,9 desarmes, 1,2 interceptações e 4,5 cortes por jogo. Esses números são corroborados pelas falas de alguns jornalistas. Como nas de Alberto Torres, editor do jornal espanhol DXT Campeón, conforme o qual Pablo Marí "é um zagueiro seguro, completo, que domina bem as duas áreas. É muito forte pelo alto, mas também tem velocidade. Ele também é um grande lançador e costuma fazer gols em jogadas de bola parada." O ex-zagueiro brasileiro Donato, ídolo do La Coruña, falou sobre Marí Villar: 
"Tem boa colocação, gosta de passes longos, tem bom campo de orientação e joga do lado esquerdo, é canhoto. Gosta muito de fazer virada de jogo para explorar a subida do lateral ou de um ponta-direita. Sabe sair jogando. (...) é bom na bola aérea e tem uma virtude grande, que é essa mudança de orientação. Poucos zagueiros fazem isso. Está do lado esquerdo e vira a bola para o direito quando está apertado. Isso é muito interessante no estilo dele."

## Estatísticas
Atualizadas até 26 de junho de 2021.

### Clubes
| Clube                  | Temporada         | Campeonato nacional | Campeonato nacional | Campeonato nacional | Copa nacional[a] | Copa nacional[a] | Copa nacional[a] | Competições continentais[b] | Competições continentais[b] | Competições continentais[b] | Outros torneios[c] | Outros torneios[c] | Outros torneios[c] | Total | Total | Total   |
| Clube                  | Temporada         | Jogos               | Gols                | Assist.             | Jogos            | Gols             | Assist.          | Jogos                       | Gols                        | Assist.                     | Jogos              | Gols               | Assist.            | Jogos | Gols  | Assist. |
| ---------------------- | ----------------- | ------------------- | ------------------- | ------------------- | ---------------- | ---------------- | ---------------- | --------------------------- | --------------------------- | --------------------------- | ------------------ | ------------------ | ------------------ | ----- | ----- | ------- |
| Mallorca B             | 2010–11           | 19                  | 1                   | 0                   | —                | —                | —                | —                           | —                           | —                           | —                  | —                  | —                  | 19    | 1     | 0       |
| Mallorca B             | 2011–12           | 22                  | 1                   | 0                   | —                | —                | —                | —                           | —                           | —                           | —                  | —                  | —                  | 22    | 1     | 0       |
| Mallorca B             | 2012–13           | 28                  | 1                   | 0                   | —                | —                | —                | —                           | —                           | —                           | —                  | —                  | —                  | 28    | 1     | 0       |
| Mallorca B             | Total             | 69                  | 3                   | 0                   | 0                | 0                | 0                | 0                           | 0                           | 0                           | 0                  | 0                  | 0                  | 69    | 3     | 0       |
| Mallorca               | 2011–12           | 2                   | 0                   | 0                   | —                | —                | —                | —                           | —                           | —                           | —                  | —                  | —                  | 2     | 0     | 0       |
| Mallorca               | Total             | 2                   | 0                   | 0                   | 0                | 0                | 0                | 0                           | 0                           | 0                           | 0                  | 0                  | 0                  | 2     | 0     | 2       |
| Gimnàstic de Tarragona | 2013–14           | 29                  | 2                   | 0                   | 3                | 0                | 0                | —                           | —                           | —                           | —                  | —                  | —                  | 32    | 2     | 0       |
| Gimnàstic de Tarragona | 2014–15           | 37                  | 3                   | 0                   | 2                | 0                | 0                | —                           | —                           | —                           | —                  | —                  | —                  | 39    | 3     | 0       |
| Gimnàstic de Tarragona | 2015–16           | 25                  | 1                   | 0                   | —                | —                | —                | —                           | —                           | —                           | —                  | —                  | —                  | 25    | 1     | 0       |
| Gimnàstic de Tarragona | Total             | 91                  | 6                   | 0                   | 5                | 0                | 0                | 0                           | 0                           | 0                           | 0                  | 0                  | 0                  | 96    | 6     | 0       |
| Girona                 | 2016–17           | 8                   | 0                   | 0                   | 1                | 0                | 0                | —                           | —                           | —                           | —                  | —                  | —                  | 9     | 0     | 0       |
| Girona                 | Total             | 8                   | 0                   | 0                   | 1                | 0                | 0                | 0                           | 0                           | 0                           | 0                  | 0                  | 0                  | 9     | 0     | 0       |
| NAC Breda              | 2017–18           | 31                  | 3                   | 0                   | 1                | 0                | 0                | —                           | —                           | —                           | —                  | —                  | —                  | 32    | 3     | 0       |
| NAC Breda              | Total             | 31                  | 3                   | 0                   | 1                | 0                | 0                | 0                           | 0                           | 0                           | 0                  | 0                  | 0                  | 32    | 3     | 0       |
| Deportivo La Coruña    | 2018–19           | 38                  | 2                   | 0                   | —                | —                | —                | —                           | —                           | —                           | —                  | —                  | —                  | 38    | 2     | 0       |
| Deportivo La Coruña    | Total             | 38                  | 2                   | 0                   | 0                | 0                | 0                | 0                           | 0                           | 0                           | 0                  | 0                  | 0                  | 38    | 2     | 0       |
| Flamengo               | 2019              | 22                  | 2                   | 1                   | —                | —                | —                | 6                           | 1                           | 0                           | 2                  | 0                  | 0                  | 30    | 3     | 1       |
| Flamengo               | Total             | 22                  | 2                   | 1                   | 0                | 0                | 0                | 6                           | 1                           | 0                           | 2                  | 0                  | 0                  | 30    | 3     | 1       |
| Arsenal                | 2019–20           | 2                   | 0                   | 0                   | 1                | 0                | 0                | 0                           | 0                           | 0                           | —                  | —                  | —                  | 3     | 0     | 0       |
| Arsenal                | 2020–21           | 10                  | 0                   | 0                   | 0                | 0                | 0                | 2                           | 1                           | 0                           | —                  | —                  | —                  | 12    | 1     | 0       |
| Arsenal                | Total             | 12                  | 0                   | 0                   | 1                | 0                | 0                | 2                           | 1                           | 0                           | 0                  | 0                  | 0                  | 15    | 1     | 0       |
| Total na carreira      | Total na carreira | 273                 | 16                  | 1                   | 8                | 0                | 0                | 8                           | 2                           | 0                           | 2                  | 0                  | 0                  | 291   | 18    | 3       |

### Gols pelo Flamengo
| # | Data       | Estádio                              | Adversário | Placar (Gol)        | Resultado Final     | Campeonato            | Estilo           | Ref.   |
| - | ---------- | ------------------------------------ | ---------- | ------------------- | ------------------- | --------------------- | ---------------- | ------ |
| 1 | 25/08/2019 | Arena Castelão, Fortaleza, CE        | Ceará      | Ceará 0–1 Flamengo  | Ceará 0–3 Flamengo  | Campeonato Brasileiro | Chute de canhota | [ 44 ] |
| 2 | 07/09/2019 | Estádio Mané Garrincha, Brasília, DF | Avaí       | Avaí 0–2 Flamengo   | Avaí 0–3 Flamengo   | Campeonato Brasileiro | Cabeçada         | [ 45 ] |
| 3 | 23/10/2019 | Maracanã, Rio de Janeiro, RJ         | Grêmio     | Flamengo 4–0 Grêmio | Flamengo 5–0 Grêmio | Copa Libertadores     | Cabeçada         | [ 46 ] |

- a. ^  Jogos da Copa do Brasil, Copa do Rei e Copa da Inglaterra
- b. ^  Jogos da Copa Libertadores da América
- c. ^  Jogos da Copa do Mundo de Clubes da FIFA

## Títulos
Flamengo
- Copa Libertadores da América: 2019[carece de fontes?]
- Campeonato Brasileiro: 2019[carece de fontes?]

Arsenal
- Copa da Inglaterra: 2019–20[carece de fontes?]

### Prêmios individuais
- Seleção do Campeonato Brasileiro: 2019[47]
- Seleção da Copa Libertadores da América: 2019[48]